# Loévan Parand
 Loévan Parand, né le 15 juin 1999 à Perpignan, est un skieur alpin français.

## Biographie
Il est formé par le ski-club de Font-Romeu jusqu'en 2014, puis il part dans les Alpes au club des sports des Menuires.
En avril 2015, il devient Champion de France U16 (moins de 16 ans) de slalom géant à Courchevel.
En mars 2017, il est vice-champion de France U18 (moins de 18 ans) de slalom à La Clusaz.
Il dispute sa première épreuve de Coupe d'Europe en janvier 2018 dans le slalom de Chamonix et il rejoint l'équipe de France Junior en fin d'année.
Aux Championnats du monde juniors 2019, il prend la 18e place du slalom géant à Val di Fassa. En mars 2019, il est vice-champion de France U21 (moins de 21 ans) de slalom géant à Auron.
Il marque son premier pont en Coupe d'Europe en janvier 2020 dans le slalom géant de Méribel.
Le 3 décembre 2020, parti avec le dossard 60, il réalise son premier top-10 en Coupe d'Europe en prenant une excellente 8e place du slalom géant de Gurgl. Le 20 décembre 2020, il dispute sa première épreuve de Coupe du monde dans le slalom géant d'Alta Badia.
Il intègre l'équipe de France B fin 2021. Les 19 et 20 décembre il réalise de remarquables performance dans les slaloms géants de Coupe d'Europe de Glungezer. Il prend la 5e place de la première épreuve, puis le lendemain il monte sur son premier podium de Coupe d'Europe, en prenant la 3e place. Le 4 février, il réalise un nouveau podium dans cette compétition avec la seconde place acquise dans le géant de Reiteralm. A l'issue de la saison, il est 3e du classement général de la Coupe d'europe de slalom géant, ce qui lui donne un ticket nominatif pour la Coupe du monde de la saison qui suit.
Sur la saison 2022-2023, il dispute 6 slaloms géants de coupe du monde mais il ne parvient pas à se qualifier pour la seconde manche. Son meilleur résultat de la saison est une belle seconde place sur le géant de coupe d'Europe de Gurgl en décembre 2022.
En 2023-2024, il obtient ses meilleurs résultats en coupe d'Europe avec une 6e place dans le slalom géant des finales d'Hafjell et une 9e place dans celui de Pass Thurn. Il participe à l'épreuve de coupe du monde de Schladming en janvier.
En janvier 2025, il participe au slalom géant de coupe du monde d'Adelboden. Il enchaîne avec une 6e place sur le géant de coupe d'Europe de Turnau, une participation au géant de coupe du monde de Schladming et un nouveau podium en coupe d'Europe avec une 3e place  sur le géant de Soldeu. Le 1er mars 2025, il obtient ses premiers points en coupe du monde en prenant la 26e place du géant de Kranjska Gora. Il confirme ce résultat en marquant à nouveau avec la 24e place du géant de coupe du monde de Hafjell. Début avril, il se classe 5e du géant des championnats de France à Méribel.

## Palmarès[8]

### Coupe du monde
- Meilleur classement général : 132e en 2024-2025 avec 12 points
- Meilleur classement de slalom géant : 46e en 2024-2025 avec 12 points
- Meilleur résultat sur une épreuve de Coupe du monde de slalom géant : 24e à Hafjell le 15 mars 2025

- 15 courses disputées en Coupe du monde (à fin mars 2025)

#### Classements
| Saison / Épreuve | Saison / Épreuve | Général | Général | Descente | Descente | Super G | Super G | Slalom géant | Slalom géant | Slalom | Slalom | Combiné | Combiné | Parallèle | Parallèle |
| ---------------- | ---------------- | ------- | ------- | -------- | -------- | ------- | ------- | ------------ | ------------ | ------ | ------ | ------- | ------- | --------- | --------- |
| Saison / Épreuve | Saison / Épreuve | Class.  | Points  | Class.   | Points   | Class.  | Points  | Class.       | Points       | Class. | Points | Class.  | Points  | Class.    | Points    |
| 2025             | 2025             | 132e    | 12      | -        | -        | -       | -       | 46e          | 12           | -      | -      | -       | -       | -         | -         |

### Championnats du monde junior
| Édition / Épreuve          | Descente | Super G | Slalom géant | Slalom | Combiné | Team Event |
| Mondiaux 2019 Val di Fassa | -        | -       | 18e          | 26e    | -       | -          |

### Coupe d'Europe
63 épreuves disputées (à fin mars 2025) : 
- 11 tops-10 en slalom géant dont 4 podiums :
  - 2e à Reiteralm le 4 février 2022
  - 2e à Gurgl le 2 décembre 2022
  - 3e à Glungezer le 20 décembre 2021
  - 3e à Soldeu le 3 février 2025

#### Classements
| Saison / Épreuve | Saison / Épreuve | Général | Général | Descente | Descente | Super G | Super G | Géant  | Géant  | Slalom | Slalom | Combiné | Combiné |
| ---------------- | ---------------- | ------- | ------- | -------- | -------- | ------- | ------- | ------ | ------ | ------ | ------ | ------- | ------- |
| Saison / Épreuve | Saison / Épreuve | Class.  | Points  | Class.   | Points   | Class.  | Points  | Class. | Points | Class. | Points | Class.  | Points  |
| 2020             | 2020             | 212e    | 1       | -        | -        | -       | -       | 76e    | 1      | -      | -      | -       | -       |
| 2021             | 2021             | 96e     | 70      | -        | -        | -       | -       | 29e    | 70     | -      | -      | -       | -       |
| 2022             | 2022             | 25e     | 253     | -        | -        | -       | -       | 3e     | 253    | -      | -      | -       | -       |
| 2023             | 2023             | 70e     | 112     | -        | -        | -       | -       | 20e    | 112    | -      | -      | -       | -       |
| 2024             | 2024             | 50e     | 148     | -        | -        | -       | -       | 18e    | 148    | -      | -      | -       | -       |
| 2025             | 2025             | 46e     | 207     | -        | -        | -       | -       | 11e    | 207    | -      | -      | -       | -       |

### Championnats de France

#### Élite
| Édition / Epreuve                             | Descente | Super-G | Slalom géant | Slalom  | Super combiné | Parallèle |
| --------------------------------------------- | -------- | ------- | ------------ | ------- | ------------- | --------- |
| Championnats 2017 Val Thorens/Lélex           | -        | 43e     | 31e          | 11e     | Abandon       | -         |
| Championnats 2018 Châtel                      | -        | 50e     | 23e          | 20e     | 43e           | -         |
| Championnats 2019 Auron / Isola 2000          | 36e      | 13e     | 6e           | 11e     | 22e           | -         |
| Championnats 2020 Val Thorens                 | annulés  | annulés | annulés      | annulés | annulés       | -         |
| Championnats 2021 Châtel / Saint-Jean-d'Aulps | -        | 34e     | 6e           | 17e     | 20e           | -         |
| Championnats 2022 Isola 2000 / Auron          | -        | -       | 6e           | 6e      | -             | 9e        |
| Championnats 2023 Les Orres / Val Thorens     | -        | 25e     | 9e           | 15e     | 15e           | -         |
| Championnats 2024 Megève                      | annulé   |         | 12e          | -       | -             | -         |
| Championnats 2025 Méribel                     | -        | 26e     | 5e           | 16e     | -             | -         |

#### Jeunes

##### Juniors U21 (moins de 21 ans)
2019 à Auron / Isola 2000
- Vice-champion de France de slalom géant
- 3e des championnats de France de slalom

##### Cadets U18 (moins de 18 ans)
2017 :
- Vice-champion de France de slalom à La Clusaz

##### Minimes U16 (moins de 16 ans)
2015 :
- Champion de France de slalom géant à Courchevel